# Pierre Léon Pettolaz
Pierre Léon Pettolaz (* 11. April 1765 in Charmey; † 17. April 1811 ebenda) war ein Schweizer Politiker und Autor.

## Leben
Pierre Léon Pettolaz war ein Sohn des Weidelandbesitzers Pierre Joseph Pettolaz und der Marie-Ursule Favre. Er verdankte seine wissenschaftliche Bildung weniger seinen Lehrern als autodidaktischem Lernen und einer umfangreichen Lektüre. Besonders interessierten ihn schon in früher Jugend historische Schriften. Er widmete sich dem Studium der Rechtswissenschaft und wurde 1791 Notar und Gerichtsschreiber im Tal seiner Heimatgemeinde. 1789 ging Pettolaz, der ein Anhänger des Katholizismus war, eine Ehe mit Madeleine Bouquet ein. Er stand u. a. mit dem Schweizer Heimatforscher und Geistlichen Philippe-Sirice Bridel in Briefkontakt.
Pettolaz war ein leidenschaftlicher Republikaner und Verfechter der Staatsform der repräsentativen Demokratie. Während der Helvetischen Revolution war er 1798 als politischer Schreiber des freiburgischen Kantonsgerichts tätig und übte gleichzeitig bis 1799 das Amt eines Sekretärs beim dortigen Erziehungsrat aus. Später trat er in den helvetischen Senat ein, als dessen Präsident er im Mai 1800 fungierte. Ferner gehörte er von 1799 bis 1800 der Patriotenpartei an. 1803 wurde er in den Freiburger Grossrat gewählt. Damals erhielt er auch eine Anstellung als Kanzlist des französischen Zivilgerichts und Sekretär der Kommission der Stadtmiteigentümer. 1811 starb er im Alter von 46 Jahren in Charmey.
Unter seinen grösstenteils auf Französisch verfassten Aufsätzen verdient insbesondere seine Bittschrift an den helvetischen Senat deshalb Erwähnung, weil sie seinen religiösen Sinn bekundet. Er verfasste diese Petition am 17. August 1802 im Namen der Gemeinden Galmis und Kressu zugunsten der Trappisten, die sich in Valsainte angesiedelt hatten. Zu seinen Schriften zählen ferner Observations sur ce qu’on appelle Gabellage dans le Canton de Frybourg (Frybourg 1806).